# Geoffrey Mujangi Bia
Geoffrey Mujangi Bia (12 augustus 1989) is een Congolees-Belgische voetballer. Hij is de neef van voetballer Ilombe Mboyo.

## Clubcarrière

### Jeugd
Hij begon zijn voetbalcarrière bij de jeugd van Asse-Zellik, alvorens hij in maart 1998 bij RSC Anderlecht belandde. Na een tijdje zonder club, vertrok hij naar Sporting Charleroi.

### Profcarrière
Bij Sporting Charleroi maakte hij zijn professioneel debuut op 17 december 2006 tegen Zulte Waregem, de eerste wedstrijd van de 3 die hij mocht spelen in dat seizoen. Een seizoen later mocht hij al vaker spelen en wist hij 3 keer te scoren. Het daaropvolgende seizoen (08/09) mocht hij 28 keer aantreden en scoorde 4 doelpunten. In het seizoen 2009/2010 speelde hij een half seizoen voor Charleroi en werd hij in januari 2010 door Charleroi uitgeleend aan Premier League-ploeg Wolverhampton Wanderers FC tot het einde van het seizoen, met een optie op aankoop.
Op 28 april 2011 tekende hij een contract voor drie seizoenen bij de Belgische club Standard Luik, hij doet het seizoen nog uit bij de Wolverhampton Wanderers. Maar in augustus 2012 keerde hij terug naar Engeland om te spelen voor Watford FC.

## Clubstatistieken
| Seizoen | Club               | Land                 | Competitie     | Duels | Doelp. |
| ------- | ------------------ | -------------------- | -------------- | ----- | ------ |
| 2006/07 | Sporting Charleroi | Vlag van België      | Eerste klasse  | 3     | 0      |
| 2007/08 | Sporting Charleroi | Vlag van België      | Eerste klasse  | 17    | 3      |
| 2008/09 | Sporting Charleroi | Vlag van België      | Eerste klasse  | 28    | 4      |
| 2009/10 | Sporting Charleroi | Vlag van België      | Eerste klasse  | 10    | 2      |
| 2009/10 | → Wolverhampton    | Vlag van Engeland    | Premier League | 2     | 0      |
| 2010/11 | → Wolverhampton    | Vlag van Engeland    | Premier League | 2     | 0      |
| 2011/12 | Standard Luik      | Vlag van België      | Eerste klasse  | 23    | 2      |
| 2012/13 | Standard Luik      | Vlag van België      | Eerste klasse  | 1     | 0      |
| 2012/13 | → Watford FC       | Vlag van Engeland    | Championship   | 3     | 0      |
| 2013/14 | Standard Luik      | Vlag van België      | Eerste klasse  | 30    | 9      |
| 2014/15 | Standard Luik      | Vlag van België      | Eerste klasse  | 31    | 14     |
| 2015/16 | FC Sion            | Vlag van Zwitserland | Super League   | 19    | 7      |
| 2016/17 | FC Sion            | Vlag van Zwitserland | Super League   | 16    | 6      |
| 2017/18 | Kayserispor        | Vlag van Turkije     | Süper Lig      | 0     | 0      |
| Totaal  | Totaal             | Totaal               | Totaal         | 185   | 47     |

## Interlandcarrière
Mujangi Bia wees zijn geboorteland Congo af om voor het Belgisch voetbalelftal uit te komen. Hij maakte zijn internationaal debuut op 29 mei 2009 in Kirin Cup wedstrijd tegen Chili.
Hij werd op 17 juni 2021 aangehouden vanwege de aanwezigheid van 1.000 wietplanten in zijn woning in Zellik
| Interlands van Geoffrey Mujangi Bia | Interlands van Geoffrey Mujangi Bia | Interlands van Geoffrey Mujangi Bia | Interlands van Geoffrey Mujangi Bia | Interlands van Geoffrey Mujangi Bia | Interlands van Geoffrey Mujangi Bia | Interlands van Geoffrey Mujangi Bia |
| No.                                 | Datum                               | Wedstrijd                           | Uitslag                             | Soort Wedstrijd                     | Doelpunten                          |                                     |
| Als speler bij Sporting Charleroi   | Als speler bij Sporting Charleroi   | Als speler bij Sporting Charleroi   | Als speler bij Sporting Charleroi   | Als speler bij Sporting Charleroi   | Als speler bij Sporting Charleroi   | Als speler bij Sporting Charleroi   |
| ----------------------------------- | ----------------------------------- | ----------------------------------- | ----------------------------------- | ----------------------------------- | ----------------------------------- | ----------------------------------- |
| 1.                                  | 29 mei 2009                         | Chili – België                      | 1 – 1                               | Kirin Cup 2009                      | -                                   |                                     |
| 2.                                  | 31 mei 2009                         | Japan – België                      | 4 – 0                               | Kirin Cup 2009                      | -                                   |                                     |
| Totaal                              | Totaal                              | Totaal                              | Totaal                              | Totaal                              | 0                                   |                                     |

Bijgewerkt tot 30 september 2020